# مدودکی (استان آرخانگلسک)
مدودکی (به لاتین: Medvedki) یک منطقهٔ مسکونی در روسیه است که در استان آرخانگلسک واقع شده‌است.